# Cmentarz w Pratulinie
Cmentarz w Pratulinie – rzymskokatolicka nekropolia w Pratulinie, w sąsiedztwie kościoła parafialnego.
Cmentarz został założony około 1830 r. i powiększony dwadzieścia lat później. Zajmuje obszar na planie nieregularnego sześcioboku w bezpośrednim sąsiedztwie kościoła parafialnego, podzielony jest na osiem kwater. W jego granicach przetrwały nagrobki z II poł. XIX w. i z I poł. w. XX, wśród których wyróżnia się murowana kaplica nagrobna rodziny Wierusz-Kowalskich z 1870. Cmentarz porośnięty jest kasztanowcami, klonami, dębami, robiniami oraz lipami.
Na cmentarzu znajduje się grób nieznanego żołnierza polskiego poległego w Pratulinie podczas wojny polsko-bolszewickiej oraz mogiła żołnierzy Armii Czerwonej z 1944.

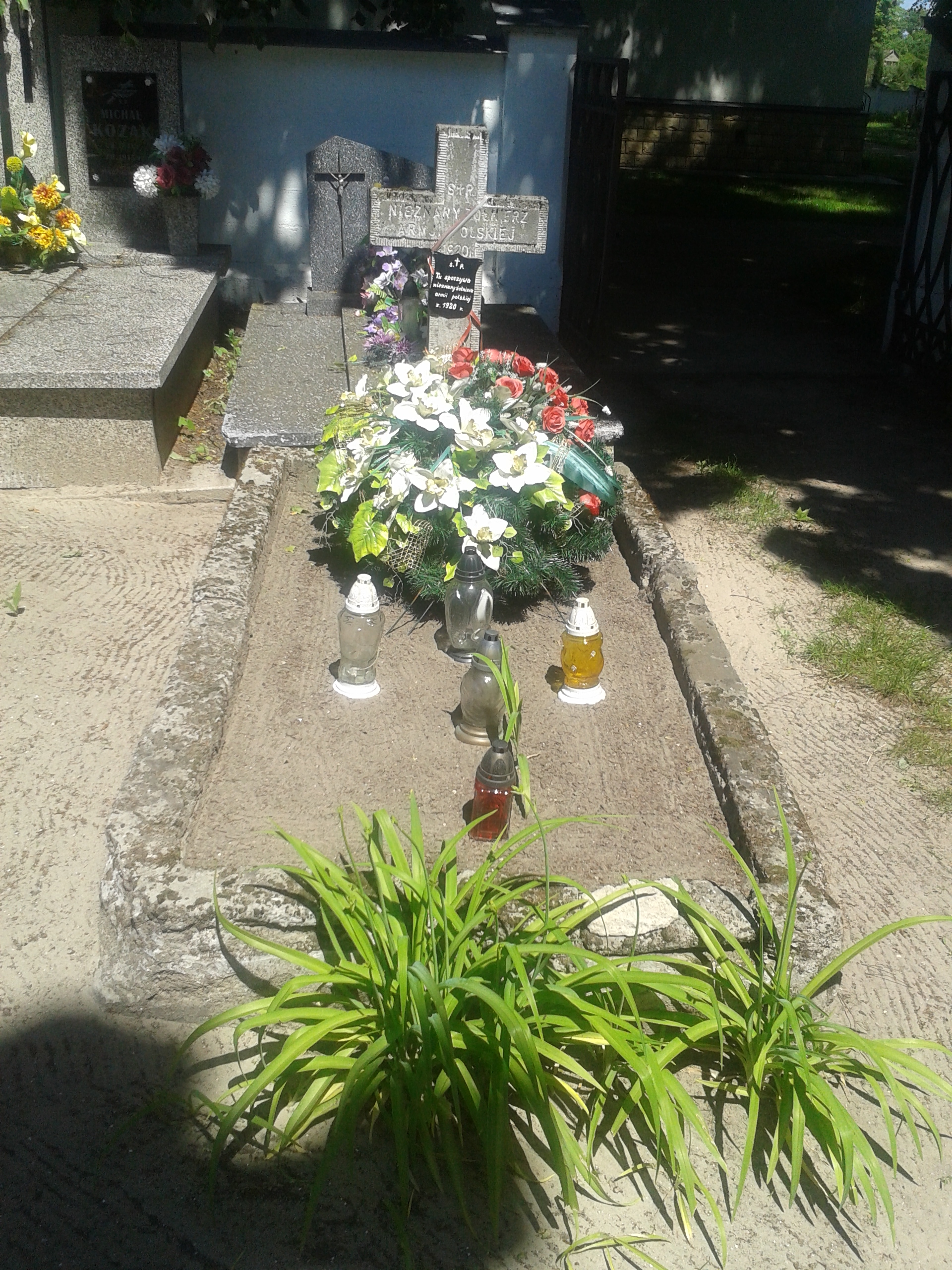
Grób nieznanego żołnierza polskiego z 1920 r.
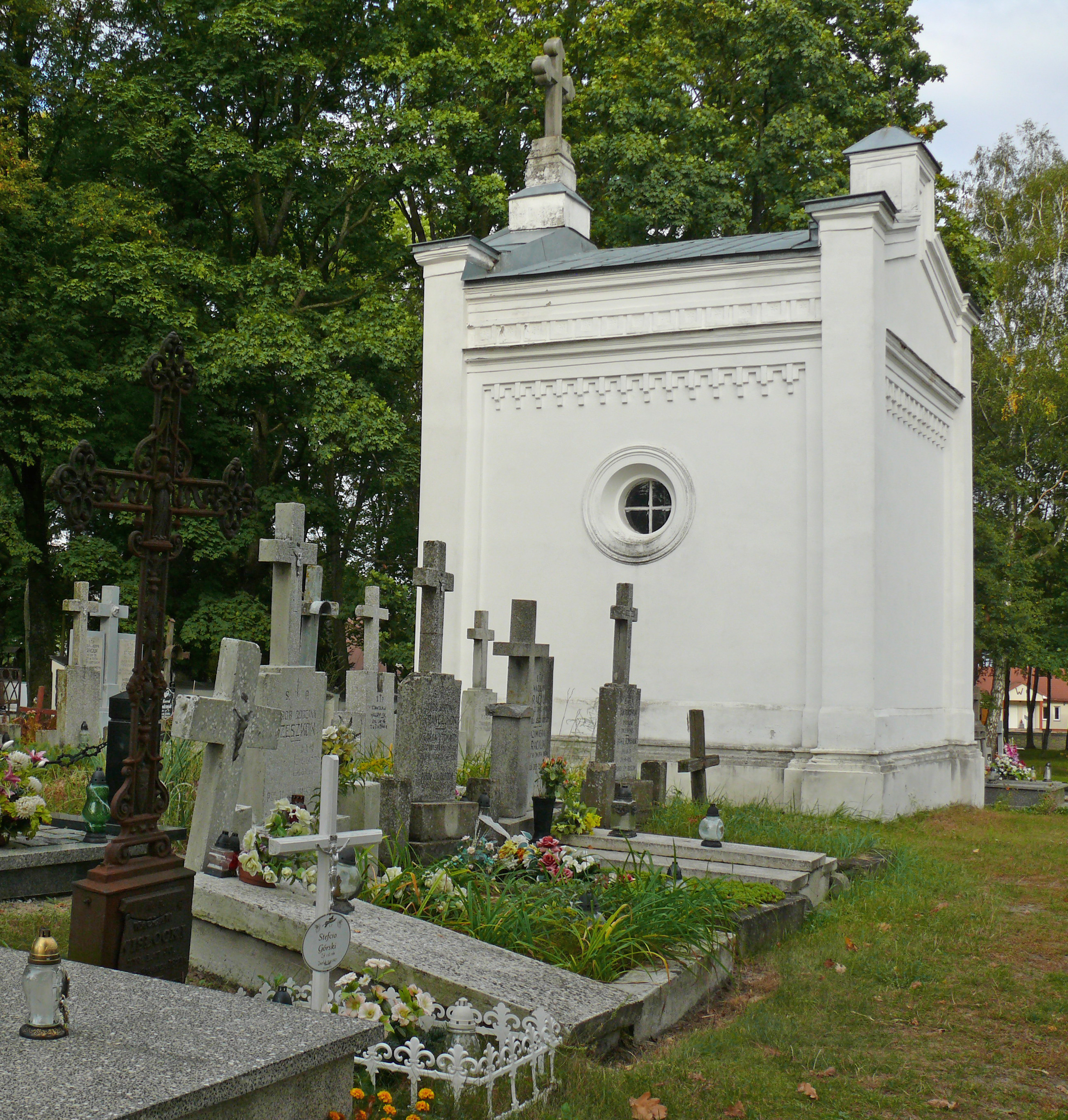
Kaplica Wierusz-Kowalskich
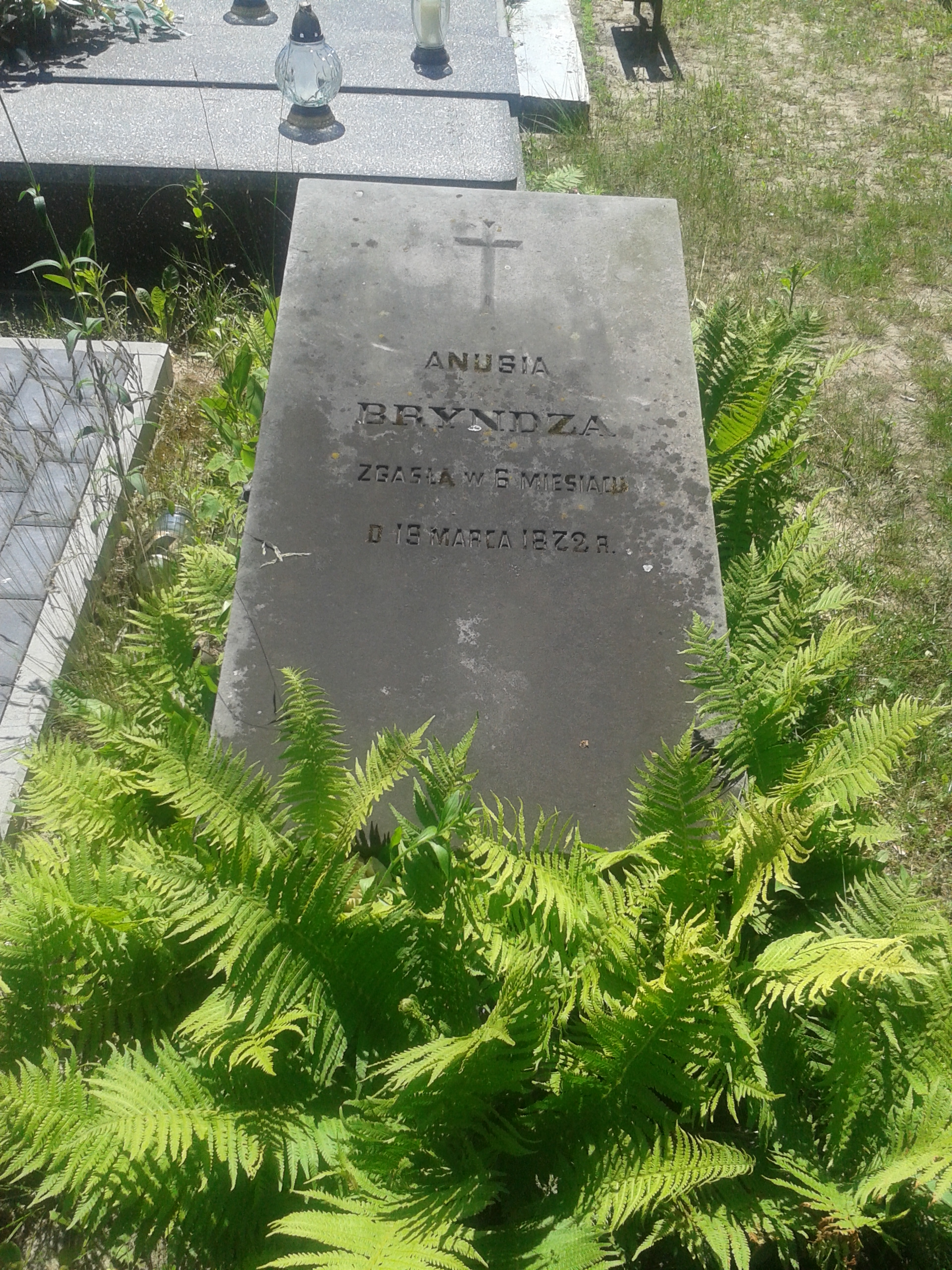
Płyta nagrobna z 1872
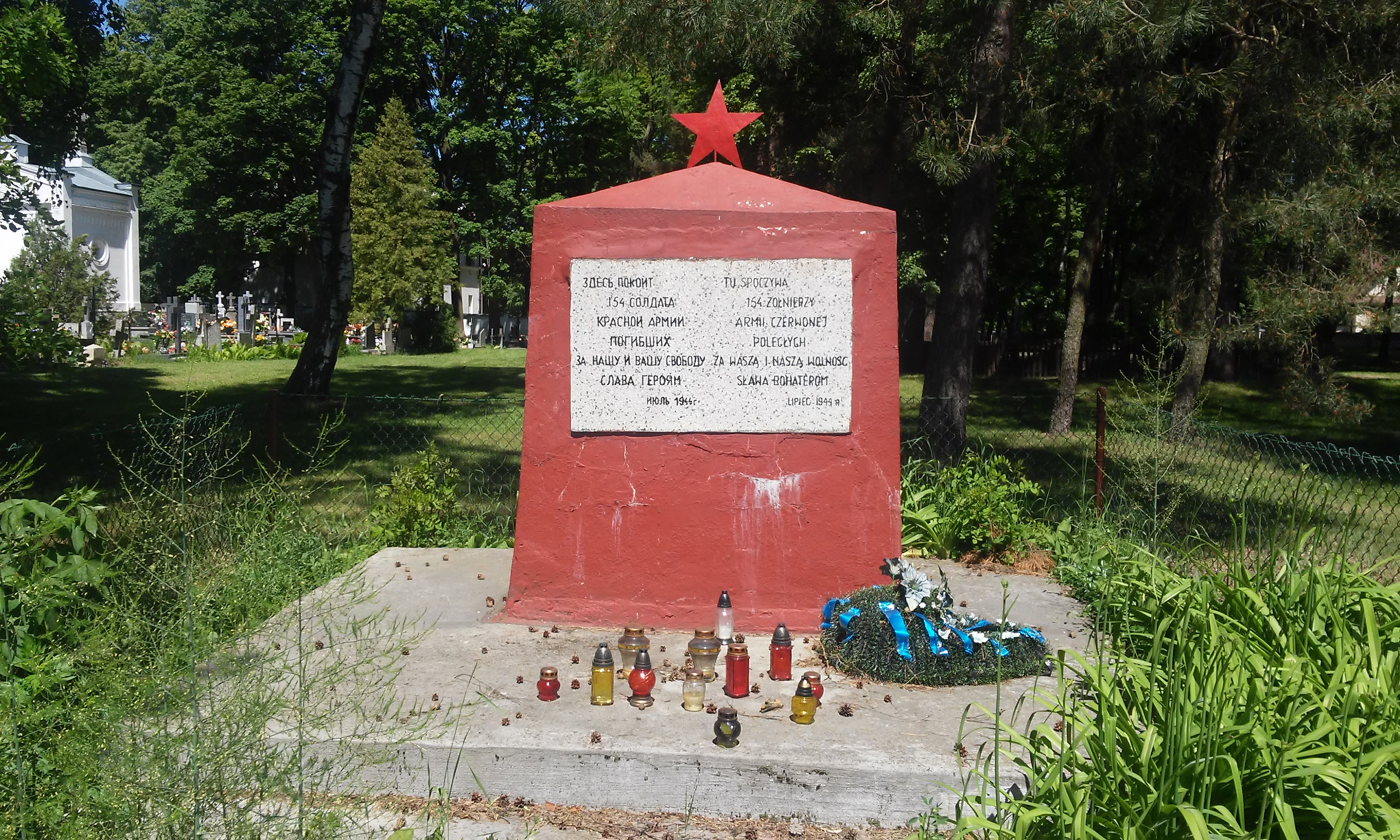
Mogiła żołnierzy Armii Czerwonej